# Psychoda squamulata
Psychoda squamulata är en tvåvingeart som beskrevs av Satchell 1950. Psychoda squamulata ingår i släktet Psychoda och familjen fjärilsmyggor. Inga underarter finns listade i Catalogue of Life.